# Балтик (Конектикат)
Балтик (енгл. Baltic) насељено је место без административног статуса у америчкој савезној држави Конектикат.

## Демографија
По попису из 2010. године број становника је 1.250.
| Група             | 2000.    | 2010.       |
| Белци             | 0 (0,0%) | 994 (79,5%) |
| Афроамериканци    | 0 (0,0%) | 46 (3,7%)   |
| Азијати           | 0 (0,0%) | 32 (2,6%)   |
| Хиспаноамериканци | 0 (0,0%) | 109 (8,7%)  |
| Укупно            | 0        | 1.250       |